# HMAS Kianga
HMAS Kianga – australijski trałowiec pomocniczy służący w Royal Australian Navy (RAN) w okresie II wojny światowej.

## Historia
Kabotażowiec SS Kianga został zbudowany w 1922 w Narooma dla firmy Sawmillers Shipping Co Ltd, w jej służbie przewoził głównie surowiec drzewny.  W 1933 został sprzedany firmie Illawarra & South Coast Steam Navigation Company, w tym czasie przewoził różne towary pomiędzy Sydney, a pobliskimi miastami.  W okresie przedwojennym, statek dwukrotnie wszedł na mieliznę, po raz pierwszy w 1924 w okolicach Narooma, po raz drugi w 1931 w pobliżu Moruya.
28 lipca 1941 statek został zarekwirowany przez RAN i po przystosowaniu go do roli trałowca, wszedł do służby 16 września jako HMAS Kianga (FY19).  Po zakończeniu wojny okręt został wycofany do rezerwy 17 stycznia 1946.  Drewniany kadłub Kiangi był już wówczas w bardzo złym stanie i kilka miesięcy później statek został zatopiony na pełnym morzu (według jednego źródła Kianga została oddana właścicielowi 17 października i zatopiona wkrótce po tym, według innego statek został zatopiony 7 lipca).